# Callogobius dori
Callogobius dori är en fiskart som beskrevs av Goren, 1980. Callogobius dori ingår i släktet Callogobius och familjen smörbultsfiskar. Inga underarter finns listade.